# Умеренный реализм
Умеренный реали́зм — философский термин, употребляемый для обозначения одного из направлений в споре об универсалиях.
В споре об универсалиях (X—XIV вв.), выясняющем онтологический статус общих понятий (то есть вопрос об их реальном, объективном существовании), определились три основные направления:
- Реализм
- Номинализм
- Концептуализм

Особняком стоит умеренный реализм, отстаиваемый Фомой Аквинским.
Позиция умеренного реализма восходит к аристотелевскому гилеморфизму, отступив от позиций крайнего реализма, опирающихся на платонизм в его августиновской версии.
Фома Аквинский считал, что универсалии (то есть понятия вещей) существуют трояко:
- «до вещей», как архетипы — в божественном интеллекте как вечные идеальные прообразы вещей (платонизм, крайний реализм).
- «в вещах» или субстанциях, как их сущность (аристотелизм, умеренный реализм).
- «после вещей» — в мышлении человека в результате операций абстрагирования и обобщения (номинализм, концептуализм).

Фома Аквинский в споре об универсалиях пошёл по стопам своего учителя Альберта Великого, избрав средний путь умеренного реализма, которому учил Аристотель. Он признает, что общее не имеет отдельного бытия, что «общих сущностей» нет и что индивидуальные отличия предметов и составляют их природу; общее существует в предметах и разум извлекает его из них; однако в ином смысле Фома Аквинский не отвергает общее, поскольку идеи могут быть рассматриваемы как мысли Божества и деятельность их опосредствованно проявляется в предметном мире. Таким образом, Фома Аквинский признает троякого рода универсалии: ante rem (до вещей) — поскольку они суть мысли Бога, in re (в вещах) — поскольку они составляют общую сущность вещей, и post rem (после вещей) — поскольку ум человека извлекает их из предметов и образовывает понятия.
Учение Фомы Аквинского является эклектизмом, попыткой сочетать номинализм с реализмом и признанием относительного значения каждого из них.
Христианская церковь в вопросе об универсалиях приняла умеренный реализм Фомы Аквинского, поскольку материя была частично оправдана христианством как одна из двух природ Иисуса Христа.